# Concursos de Max Glücksmann
Los concursos de Max Glücksmann fueron organizados por la discográfica  ‘Nacional’, perteneciente a la compañía fonográfica propiedad de Max Glücksmann y se llevaron a cabo a partir de 1924 en las ciudades de Buenos Aires y de Montevideo otorgando premios discernidos por el público a los autores y compositores de las obras ganadoras. 

## Origen
En 1924 estaba en plena difusión la discográfica  ‘Nacional’ y decidió realizar concursos de tangos entre autores y compositores. Las obras, que debían ser inéditas, eran presentadas a la empresa ‘Glücksmann’ firmadas por sus propios autores, y tras una selección previa realizada por su dirección artística eran ejecutados en la sala por la orquesta elegida por el organizador. Luego de cada función el público votaba escribiendo en un talón que llevaba adherido cada entrada el nombre de su elegido, que luego depositaba en una urna a la salida de la sala; los ganadores pasaban a la ronda siguiente hasta que en una función final se definían los triunfadores.
El primer concurso de 1924, dedicado a tangos, se realizó en Buenos Aires y la ejecución de las obras estaba a cargo de la orquesta de Roberto Firpo sin cantor o sea que se juzgaban solamente los méritos musicales de las mismas. Las obras seleccionadas eran ejecutadas 3 veces por semana en el intermedio entre las proyecciones de las películas, en las funciones vermú -a las 18 horas- y noche -20:30 horas- en el cine-teatro ‘Grand Splendid’, ubicado en la avenida Santa Fe 1860 y transmitidas por LOW Radio Splendid.
El concurso de 1925 estuvo animado por la orquesta de Francisco Lomuto y tuvo un concurso paralelo de shimmys. En el de 1926 la animación estuvo a cargo de la orquesta de Osvaldo Fresedo. El de 1927, el primero realizado para música y letra, se realizó en el Palace Theatre de Avenida Corrientes 757, con la presencia de la orquesta de Francisco Canaro con sus cantores Agustín Irusta y Roberto Fugazot. Ese mismo año se hizo un concurso similar en el Teatro Urquiza de Montevideo con la presencia de la orquesta de Francisco Lomuto. En 1928 se hicieron el Quinto Concurso del Disco Nacional en el Palace Theatre de Buenos Aires y el Segundo Concurso en el Teatro Cervantes de Montevideo, con la actuación en ambos casos de la orquesta Francisco Canaro con la voz de Charlo. Al año siguiente se hizo el Sexto Concurso en Buenos Aires animado por la orquesta de Roberto Firpo con el cantor Teófilo Ibáñez y se agregó a los otros galardones un Gran Premio de Honor para el que se habían seleccionado cuatro tangos, resultando ganador la obra Margaritas. En 1930 se realizó en el Cine Electric de Buenos Aires el séptimo y último concurso, animado por Francisco Canaro.
| Título                                            | Compositor                               | Letrista                          | Calificación |
| Concurso de tangos de 1924                        |                                          |                                   |              |
| Sentimiento gaucho                                | Francisco Canaro y Rafael Canaro         | Juan Andrés Caruso                | 1°           |
| Pa' que te acordés                                | Francisco Lomuto                         | Andrés Seitún                     | 2°           |
| Organito de la tarde                              | Cátulo Castillo                          | José González Castillo            | 3°           |
| Con toda el alma (Virgencita del Talar)           | Juan Farini                              | Alberto Vaccarezza                | 4°           |
| Amigazo                                           | Juan de Dios Filiberto                   | Francisco Brancatti y Juan Velich | 5°           |
| Soñando                                           | Paquita Bernardo                         | Eugenio Cárdenas                  | Accesits     |
| Capablanca solo                                   | Enrique Delfino                          |                                   | Accesits     |
| El púa                                            | Antonio De Bassi                         |                                   | Accesits     |
| Concurso de tangos de 1925                        |                                          |                                   |              |
| El brujo                                          | Juan Carlos Bazán                        | Eduardo Carrasquilla              | 1°           |
| El circo se va                                    | Cátulo Castillo                          |                                   | 2°           |
| Yo te bendigo                                     | Juan de Dios Filiberto                   | Juan Andrés Bruno                 | 3°           |
| Cacholo                                           | Alberico Spatola                         | Luis Roldán                       | 4°           |
| Anochecer                                         | María Isolina Godard                     | Juan Andrés Caruso                | 5°           |
| Suspiros                                          | Juan Carlos Bazán                        | Eduardo Carrasquilla              | 6°           |
| Rulitos                                           | Ricardo Brignolo                         | José González Castillo            | 7°           |
| Agarrá viaje                                      | Vicente Romeo                            |                                   | Accésit      |
| Concurso de shimmys de 1925                       |                                          |                                   |              |
| Luna de miel                                      | Víctor Troysi                            |                                   | 1°           |
| Oigo ruido                                        | Juan Noli                                |                                   | 2°           |
| Concurso de tangos de 1926                        |                                          |                                   |              |
| Páginas de amor                                   | Luis Riccardi                            | José González Castillo            | 1°           |
| Llegué a ladrón por amarte                        | Juan Maglio                              |                                   | 2 °          |
| Bajo Belgrano                                     | Anselmo Aieta                            | Francisco García Jiménez          | 3°           |
| Normiña                                           | Eduardo Armani                           | Francisco Capone                  | 4°           |
| Llorá hermano                                     | Enrique Lomuto                           | Augusto Espinosa                  | 5°           |
| De buena fe                                       | Francisco Lomuto                         |                                   | 6°           |
| Concurso de tangos de 1927 para letra y música    |                                          |                                   |              |
| Noche de reyes                                    | Pedro Maffia                             | Jorge Curi                        | 1°           |
| Perfume de mujer                                  | Juan José Guichandut                     | Armando Tagini                    | 2°           |
| Copetín vos sos mi hermano                        | Andrés Domenech                          | Diego Flores                      | 3°           |
| Queja indiana                                     | Juan Velich                              | Juan Rodríguez                    | 4°           |
| El mal que me hiciste                             | Carlos Percuoco Luis De Biase            |                                   | 5°           |
| Concurso de tangos de 1927 para música solamente  |                                          |                                   |              |
| Sangre azul                                       | Fioravanti Di Cicco                      |                                   | 1°           |
| Caído del cielo                                   | Pedro Polito y Antonio Polito            |                                   | 2°           |
| Río de oro                                        | Lucio Demare y Fioravanti Di Cicco       |                                   | 3°           |
| En silencio                                       | Raúl Courau                              |                                   | 4°           |
| Yo también era dichoso                            | Enrique Lorenz                           |                                   | 5°           |
| Concurso de tangos de 1927 en Montevideo          |                                          |                                   |              |
| De tardecita                                      | Nicolás Messutti y Carlos Álvarez Pintos |                                   | 1°           |
| Hasta luego                                       | Edgardo Donato                           |                                   | 2°           |
| Porque sos así                                    | Manuel García Servetto                   |                                   | 3°           |
| La última ficha                                   | Joaquín Barreiro y Luis Rolero           |                                   | 4°           |
| La mascarita                                      | José Victorio Rosso                      |                                   | 5°           |
| Bichito                                           | Epifanio Chain                           |                                   | 6°           |
| Concurso de tangos de 1928 para letra y música    |                                          |                                   |              |
| Piedad                                            | Carlos Percuoco                          | Luis De Biase                     | 1 °          |
| Te aconsejo que me olvides                        | Pedro Maffia                             | Jorge Curi                        | 2 °          |
| Alma en pena                                      | Anselmo Aieta                            | Francisco García Jiménez          | 3 °          |
| Duelo criollo                                     | Juan Rezzano                             | Lito Bayardo                      | 4 °          |
| Noviecita mía                                     | Antonio Polito                           |                                   | 5 °          |
| Fierro chifle                                     | César de Pardo                           | Benjamín Alfonso Tagle Lara       | 6 °          |
| Concurso de tangos de 1928 para música solamente  |                                          |                                   |              |
| El rasgueo                                        | Aníbal de Iturriaga                      | Dora de Iturriaga                 | 1°           |
| Arco iris                                         | Pedro Maffia                             | Sebastián Piana                   | 2°           |
| Vieja milonga                                     | Samuel Castriota                         |                                   | 3°           |
| Senda florida                                     | Rafael Rossi                             | Eugenio Cárdenas                  | 4°           |
| Charito                                           | Restituto Torres Alonso                  |                                   | 5°           |
| Muñeca brava                                      | Luis Visca                               | Enrique Cadícamo                  | 6°           |
| Concurso de tangos de 1929 (Gran Premio de Honor) |                                          |                                   |              |
| Margaritas                                        | Juan Moreno González                     | Gabino Coria Peñaloza             | Ganador      |
| Prisionero                                        | Anselmo Aieta                            | Francisco García Jiménez          | Seleccionado |
| El barbijo                                        | Andrés Domenech                          | Jesús Fernández Blanco            | Seleccionado |
| Misa de once                                      | Armando Tagini                           | Juan José Guichandut              | Seleccionado |
| Concurso de tangos de 1929 para música y letra    |                                          |                                   |              |
| De todo te olvidas (Cabeza de novia)              | Salvador Merico                          | Enrique Cadícamo                  | 1°           |
| Pensalo bien                                      | Alberto Calvera                          | Enrique López                     | 2°           |
| Mentiras criollas                                 | Oscar Arona                              |                                   | 3°           |
| Mucamita                                          | Rodolfo Sciammarella                     | Arturo Rodríguez Bustamante       | 4°           |
| No quiero verla más                               | Luis Teisseire                           | Juan Andrés Caruso                | 5°           |
| Manguero                                          | Luis Riccardi                            | Ray Rada y Mario Castellanos      | 6°           |
| Concurso de tangos de 1929 para música sola       |                                          |                                   |              |
| Rancho embrujao                                   | Raúl Courau                              | Francisco García Jiménez          | 1°           |
| Cacareando                                        | Delmiro Pereyra                          |                                   | 2°           |
| El pajuerano                                      | Elifio Jaime                             |                                   | 3°           |
| Desilusión                                        | Miguel Bucino                            |                                   | 4°           |
| La eterna milonga                                 | Dora de Iturriaga                        |                                   | 5°           |
| La madrugada                                      | Emilio Iribarne                          |                                   | 6°           |
| Concurso de valses de 1930                        |                                          |                                   |              |
| En el silencio de la noche                        | Roberto Firpo                            | Vicente Planells del Campo        | 1°           |
| Recuerdos del corazón                             | Felipe De Vita                           | José Villengui                    | 2°           |
| El payador                                        | Andrés Domenech                          | Jesús Fernández Blanco            | 3°           |
| Jazmín del país                                   | Adolfo Avilés                            | Francisco Brancatti               | Accésit      |
| Reír para llorar                                  | Aníbal de Iturriaga y Pedro A. Arroyo    | Luis De Biase                     | Accésit      |
| Concurso de rancheras de 1930                     |                                          |                                   |              |
| En la palmera                                     | Francisco Lomuto                         |                                   | 1°           |
| Hasta que ardan los candiles                      | Francisco Pracánico                      | Diego Novillo Quiroga             | 2°           |
| Pegándole al cimarrón                             | Restituto Torres Alonso                  |                                   | 3°           |
| El viejo Zoilo                                    | Francisco Chiara                         | Abelardo Ferreyra                 | Accésit      |
| Apriendan los pedigüeños                          | Ernesto Di Cicco                         | Domingo D'Angelo                  | Accésit      |